# Jeg løfter mine øjne til bjergene (salme)
Jeg løfter mine øjne til bjergene er en salme af Kong David. Den er medtaget i Salmernes Bog 121 (dvs. 121 i den 19. bog i Det Gamle Testamentes kanon). Denne salme er også berømt for at være blevet oplæst ved Karen Blixens begravelse.